# Vallecito

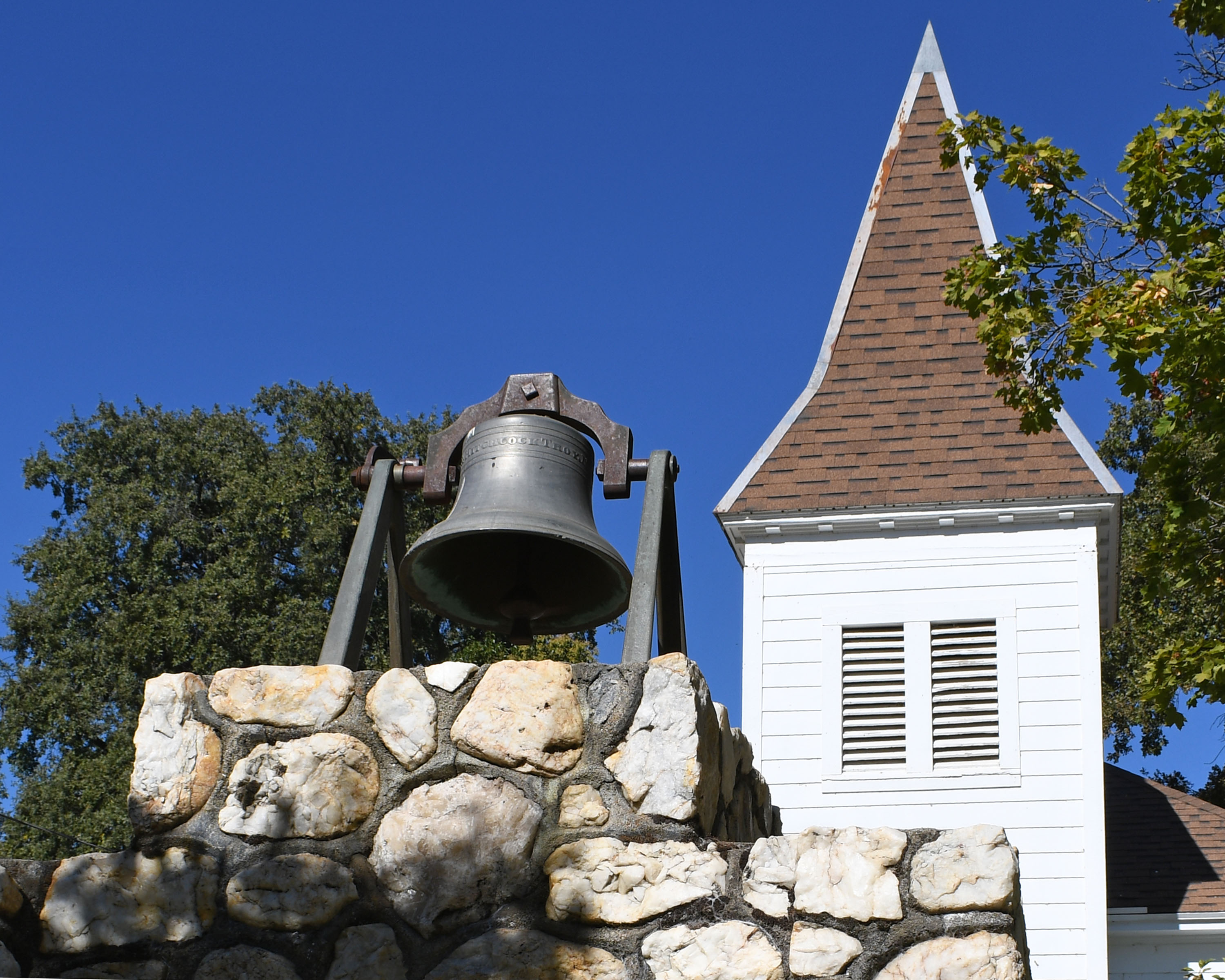
Pomnik Dzwonu w Vallecito

Vallecito – jednostka osadnicza w Stanach Zjednoczonych, w stanie Kalifornia, w hrabstwie Calaveras.